# Список опер Генриха Маршнера
Оперы Генриха Маршнера являются основными и наиболее значимыми сочинениями композитора. В частности, романтические оперы Маршнера вошли в историю как первые образцы немецкого романтизма и сделали его известным.
Карл Вебер руководил постановкой одной из первых опер Маршнера «Генрих IV и д’Обинье», сразу отметив талант юного композитора, а Вагнер черпал вдохновение из «Вампира», сочиняя своего «Летучего голландца». Наиболее известными и удачными операми Маршнера являются «Ханс Гейлинг», «Вампир» и «Храмовник и еврейка». В своих операх Маршнер использовал фантастические мотивы и народные сказания.

## Список
Оперы рассортированы по датам первой постановки. Особо выделены романтические оперы. Поскольку романтические оперы выделены в списке, то принадлежность каждой именно к этому жанру подтверждается источником.
| Русское название                       | Название на немецком                       | Жанр                        | Число актов    | Дата и место первой постановки       | Автор либретто                  | Комментарии |
| -------------------------------------- | ------------------------------------------ | --------------------------- | -------------- | ------------------------------------ | ------------------------------- | --- |
| Милосердие Тита                        | La clemenza di Tito                        | Опера-сериа                 | 3              | Не поставлена                        | Катеринo Маццола                | |
| Спокойные люди                         | Das stille Volk                            | Зобершпиль                  |                |                                      | Август Готлиб Хорнбостель       | Заброшен в 1818 году. |
| Сайдар и Зулима, Или Любовь и щедрость | Saidar und Zulima, oder Liebe und Grossmut | Романтическая опера         | 3              | 26 ноября 1818, Братислава           | Август Готлиб Хорнбостель       | Постановкой должен был руководить Вебер, но по некоторым причинам был не в состоянии сделать это в Дрездене. |
| Генрих IV и д’Обинье                   | Heinrich IV und D’Aubigné                  | Большая опера               | 3              | 19 июля 1820, Дрезден                | Август Готлиб Хорнбостель       | Веберу настолько понравилась опера, что он благодарил Маршнера за неё. |
| Кифхойзер                              | Der Kiffhäuser Berg                        | Романтическая опера         | 1              | 2 января 1822, Циттау                | Август фон Коцебу               | Основана на тюрингийской легенде. Маршнер, использовав народное поверье в опере, последовал тем самым примеру Вебера.                                                                                             |
| Лесной вор                             | Der Holzdieb                               | Зингшпиль                   | 1              | 22 февраля 1825, Дрезден             | Иоганн Фридрих Кинд             | Зингшпиль в венском стиле был написан под влиянием Альберта Лорцинга. |
| Житель Вены в Берлине                  | Die Wiener in Berlin                       | Лидершпиль                  | 1              | 24 августа 1825, Дрезден             | Ц. Е. фон Холтей                | |
| Лукреция                               | Lucretia                                   | Опера                       | 2              | 17 января 1827, Гданьск              | Йозеф Август Эккшлагер          | Маршнер написал оперу для своей третьей жены Марианны Вольбрюк, вместе с которой гастролировал в тот период по Германии. На премьере оперы главную роль исполнила Марианна.                                       |
| Вампир                                 | Der Vampyr                                 | Романтическая опера         | 2              | 29 марта 1828, Лейпциг               | Вильгельм Август Вольбрюк       | По одноимённому рассказу доктора Джона Полидори. |
| Храмовник и еврейка                    | Der Templer und die Jüdin                  | Романтическая опера         | 3              | 22 декабря 1829, Лейпциг             | Вильгельм Август Вольбрюк       | По роману Вальтера Скотта «Айвенго». |
| Невеста сокольничего                   | Des Falkners Braut                         | Комическая опера            | 3              | 10 марта 1830, Лейпциг               | Вильгельм Август Вольбрюк       | Опера предназначалась для постановки в Берлине, однако по некоторым причинам, постановка не состоялась и она была поставлена позже, в Лейпциге.                                                                   |
| Ханс Гейлинг                           | Hans Heiling                               | Романтическая опера         | 3 (с прологом) | 24 мая 1833, Берлин                  | Эдуард Девриент                 | На основе чешской народной легенды. На премьере главную роль исполнил Эдуард Девриент. |
| Замок на Этне                          | Das Schloss am Ätna                        | Большая романтическая опера | 3              | 29 января 1836, Лейпциг              | Эрнст Август Фридрих Клингеманн | По мнению критиков, одно из слабых произведений композитора с плохим либретто. |
| Бабу                                   | Der Bäbu                                   | Комическая опера            | 2              | 19 февраля 1838, Ганновер            | Вильгельм Август Вольбрюк       | Маршнер вдохновился на создание оперы, прочитав брошюру под названием «Lebensbilder aus Ostindien».. В Оксфордском словаре оперы о «Бабу» говорится, что это опера с хорошей музыкой, но обременительным сюжетом. |
| Император Адольф фон Нассау            | Kaiser Adolf von Nassau                    | Большая опера               | 4              | 5 января 1845, Дрезден               | Хериберт Рау                    | Первыми репетициями оперы неохотно руководил Вагнер. Была названа банальным подражательством Вагнеру. |
| Остин                                  | Austin                                     | Романтическая опера         | 4              | 25 января 1852, Ганновер             | Марианна Маршнер                | |
| Заимствованные                         | Geborgt                                    | Зингшпиль                   | 1              | 1853, Дрезден (?)                    | Иоганн Фридрих Кинд             | Изменённая версия зингшпиля «Лесной вор». |
| Хьярне, король пения                   | Der Sangeskönig Hiarne                     | Большая романтическая опера | 4              | 13 сентября 1863, Франкфурт-на-Майне | Уильям Гроте                    | Маршнер увёз оперу в Париж, чтобы поставить её там, так как был уверен, что в Германии её не поставят, но при жизни композитора опера так и не была поставлена.                                                   |